# Ободівка (Коростенський район)
Ободі́вка —  село в Україні, у Коростенському районі Житомирської області. Населення становить 48 осіб. Входить до складу Малинської міської громади.

## Історія
Село засноване у 1770 році, польським шляхтичем Ободзинським, батько якого купив йому цю землю не задовго до дати офіційного заснування. До 1946 року село носило назву Буда-Ободзинська[джерело?].

## Населення

### Мова
Розподіл населення за рідною мовою за даними перепису 2001 року:
| Мова       | Кількість | Відсоток |
| ---------- | --------- | -------- |
| українська | 46        | 95.83%   |
| російська  | 2         | 4.17%    |
| Усього     | 48        | 100%     |